# انسداد وعائي
الانسداد الوعائي أو الانْصِمَام يحدث عندما تاجر الصِّمَّة (جمعها: صِمَّات) من جزء من الجسم (من خلال الدورة الدموية) وتسبب انسداد في أحد الاوعية الدموية في جزء آخر من الجسم. والصِمَّة هي الجسم الذي ينتقل عن طريق الدم، وينغرس في أحد الاوعية الدموية ويسده. وقد تم صياغة هذا المصطلح في عام 1848 من قبل كارل رودولف فيرشو. وهذا على العكس من الجلطة، أو الخثرة، والتي تتشكل عند نقطة الانسداد في أحد الاوعية الدموية ولا تنتقل من مكان آخر. ومع ذلك، فلو انفصلت الجلطة ن موضعها، وسافرت إلى مكان آخر، فمن ثم يقال انها صِمَّة وبعد أن تسبب انسداد وعاء دموي.
الانصمام هو إجراء لانسداد الأوعية الدموية عن طريق إدخال الصمات عمدا.

## التصنيف
هناك أنواع مختلفة من الصمات، بعضها مدرجة أدناه.

### المواد
يمكن تصنيفها استنادا إلى المواد المسببة للانسداد إلى:
- الجلطات الدموية: انسداد من جلطة أو خثرة دموية.
- انسداد الكوليستيرول: انسداد من الكولسترول، غالبا من شرايين متصلبة.
- الصمة الشحمية: انسداد من كسر العظام أو قطرات الدهون.
- الانسداد الهوائي (المعروف أيضا باسم الانسداد الغازي): انسداد من فقاعات الهواء.
- الانسداد العَفِن: الانسداد من صديد يحتوي على بكتيريا.
- الانسداد النسيجي: انسداد شظايا صغيرة من الأنسجة.
- الانسداد بجسم خارجي: انسداد بمواد غريبة مثل بودرة التلك وغيرها من الأجسام الصغيرة.
- الانسداد بسائل السلي: انسداد بالسائل الذي يحيط بالجنين، والخلايا جنينية، والشعر، أو غيرها من المخلفات التي تدخل مجرى دم الام عبر المشيمة من قاع الرحم وتسبب الحساسية.

في الجلطات الدموية تنفصل الجلطة الموجودة في الوعاء الدموي بشكل كلي أو جزئي عن موقع التجلط. ثم يحمل التدفق الدموي الصمة (عن طريق الأوعية الدموية) إلى أجزاء مختلفة من الجسم حيث يمكن أن يسد التجويف (تجويف الوعاء)، وتسبب انسداد أو إعاقة. لاحظ أن الجلطة الحرة الحركة تسمى صمة. الجلطة تكون دائما ملتصقة لجدار الوعاء ولا تتحرك ابدا بحرية في الدورة الدموية. وهذا أيضا هو الفارق الأساسي للباثولوجيين لتحديد سبب لتجلط الدم، إما عن طريق تخثر أو تجلط الدم بعد الوفاة. وسوف يؤدي انسداد الوعاء إلى كافة الآفات الباثولوجية المختلفة مثل ركود الدم و الإقفار (نقص التروية الدموية). لكن، ليس فقط الجلطات الدموية هي التي تتسبب في عرقلة تدفق الدم في الأوعية، ولكن أيضا أي نوع من الانسداد يكون قادر على التسبب في المشكلة نفسها.
الصمة الشحمية تحدث عادة عندما يهرب نسيج دهني داخلي (من مصادر داخل الكائن الحي) إلى الدورة الدموية. وبالتالي فان السبب المعتاد للصمة الشحمية هو كسر العظام الانبوبية (مثل عظمة الفخذ)، الأمر الذي سيؤدي إلى تسرب الأنسجة الدهنية داخل النخاع العظمي إلى الاوعية المتمزقة. وهناك أيضا عوامل خارجية (من مصادر خارجية المنشأ) مثل حقن المستحلبات في الوريد.
الانسداد الهوائي ، من ناحية أخرى، عادة ما يكون بسبب عوامل خارجية. من الممكن ان تكون تمزق الحويصلات الهوائية، والهواء المستنشق يمكن أن يتسرب إلى الأوعية الدموية. الأسباب الأخرى الأكثر شيوعا تشمل ثقب في الوريد تحت الترقوة عن طريق حادثة أو أثناء عملية حيث يكون هناك ضغط سلبي. ثم يتم شفط الهواء في الأوردة بواسطة الضغط السلبي الناجم عن توسع الصدر خلال مرحلة الاستنشاق في التنفس. يمكن أيضا ان يحدث الانسداد الهوائي خلال العلاج عن طريق الوريد، عندما يتسربت الهواء في النظام (ولكن هذا الخطأ الطبينادرة للغاية في الطب الحديث).
الانسداد الغازي هو مصدر قلق مشترك للغواصين في البحار العميقة لأن الغازات في دمنا (عادة النيتروجين والهليوم) يمكن بسهولة ان تذوب بكميات أكبر خلال النزول إلى اعماق البحار. ومع ذلك، عندما يصعد الغواص للضغط الجوي العادي، تصبح الغازات غير قابلة للذوبان، مما يسبب نشوء فقاعات صغيرة في الدم. يعرف هذا أيضا بمرض إزالة الضغط أو شلل الغواص. وقد تم تفسير هذه الظاهرة من قبل قانون هنري في الكيمياء الفيزيائية.
الانسداد بمواد أخرى نادر إلى حد ما. الانسداد العَفِن يحدث عندما تُطرد الأنسجة المتقيحة (التي تحتوي على الصديد) من بؤرتها الأصلية. الانسداد النسيجي يعادل تقريبا انتشارالسرطان، والذي يحدث عندما تخترق الأنسجة السرطانية الأوعية الدموية، وتُطلق شظايا صغيرة منها في مجرى الدم. الانسداد بجسم خارجي يحدث عندما تدخل مواد خارجية وخارجية فقط، مثل التلك مجرى الدم وتسبب انسدادأو عرقلة للدورة الدموية. الانسداد بسائل السلي هو مضاعفة نادرة للولادة.

### شرياني أو وريدي
يمكن تصنيف الانسداد من حيث إذا كان يدخل الدورة الدموية في الشرايين أو الأوردة. الانسداد الشرياني هو الذي يتبع الدورة الدموية، وإذا لم يذوب في الطريق، فسينحشر في جزء بعيد منها. في بعض الأحيان، يتم تصنيف الانسداد الرئوي على انه انسداد شرياني، ، بمعنى أن الجلطة تتبع الشريان الرئوي الذي يحمل الدم غير المؤكسج بعيدا عن القلب. ومع ذلك، فان الانسداد الرئوي يُصنف بشكل عامعلى انه نوع من أنواع الانسداد الوريدي، وذلك لأن الصمة تتشكل في الاوردة، على سبيل المثال خثار الاوردة العميقة.
المضاعفات الرئيسية لانسداد الشرايين هي الاحتشاء، أي موت الأنسجة (النخر) بسبب انسداد في الإمداد الدموي للانسجة.
المضاعفات الرئيسية للانسداد الوريدي هي الانسداد الرئوي، وهو انسداد الشريان الرئيسي في الرئة أو أحد فروعه.

#### شرياني
يمكن أن يسبب انسداد الشرايين انسداد الاوعية في أي جزء من الجسم. وهو السبب الرئيسي للاحتشاء (والتي يمكن أيضا أن يكون بسبب : ضغط الشرايين، تمزق أو الضيق المرضي للاوعية).
الصمات الشريانية قد تبدأ في قلب (من الجلطة في الأذين الأيسر ثانويا للرجفان الأذيني أو صمات التعفن من التهاب الشغاف).
الصمة التي تصل الدماغ من القلب أو الشريان السباتي ستسبب على الارجح سكتة الدماغية.
الصمات قلبية المنشأ هي أيضا تصادف كثيرا في الممارسة السريرية. تشكيل الجلطة داخل الأذين في مرض الصمامات يحدث بشكل رئيسي في المرضى الذين يعانون من مرض في الصمام التاجي، وخصوصا في الذين يعانون من ضيق الصمام التاجي مع الرجفان الأذيني. في غياب الرجفان الأذيني، الارتجاع التاجي النقي لديه تدني في نسبة الجلطات الدموية.
الحطر المطلق للصمات في الرجفان الأذيني مجهول السبب يعتمد على عوامل الخطر أخرى مثل زيادة العمر وارتفاع ضغط الدم والسكري وقصور حديث في القلب، أو السكتة الدماغية السابقة.
ويمكن ان تتشكل الجلطة أيضا في البطين، ويحدث هذا في حوالي 30 ٪ من احتشاء الجدار الامامي لعضلة القلب، مقارنة مع 5 ٪ فقط من الجدار السفلي. بعض عوامل الخطر الأخرى هي عوامل مسببة ضعيفة (<35 ٪)، وحجم جلطة، ووجود الرجفان الأذيني. في الأشهر الثلاثة الأولى بعد احتشاء، تمدد الأوعية الدموية في البطين الأيسر لديها ٪ 10 من خطر الانسداد الوعائي.
المرضى الذين لديهم صمامات بديلة يحملون أيضا زيادة كبيرة في مخاطر الجلطات الدموية. يختلف الخطر، استنادا إلى نوع صمام (بيولوجية أو الميكانيكية)، وموقعه (التاجي أو الأبهري)، وجود عوامل أخرى مثل الرجفان الاذيني واختلال البطين الأيسر، والصمات السابقة.
الصمات غالبا ما تكون عواقب وخيمة أكثر عند وقوعها في ما يسمى ب «الدورة النهائية» : المناطق من الجسم التي ليست لها إمدادات دم غزيرة، مثل المخ والقلب.

#### وريدي
إذا افترضنا أن الدورة الدموية طبيعية، فان الجلطة أو الصمة التي تشكلت في الاوردة النظامية سوف تؤثر دائما في الرئتين، بعد المرور عبر الجانب الأيمن من القلب. هذا يشكل الانسداد الرئوي الذي يمكن أن يكون من مضاعفات، الخثار الوريدي العميق. لاحظ أنه، خلافا للاعتقاد السائد، الموقع الأكثر شيوعا لأصل الصمات الرئوية هو أوردة الفخذ ، وليس الأوردة العميقة في الساق. الأوردة العميقة في الساق هي الموقع الأكثر شيوعا للجلطات، وليس الصمات.

#### انصمام متناقض (الوريدي إلى الشرياني)
في الانصمام المتناقض، المعروف أيضا باسم الانصمام العابر، صمة من الاوردة تعبر إلى نظام الدم في الشرايين. يوجد هذا فقط في مشاكل القلب مثل عيوب الحاجز (ثقوب في الحاجز القلبي) بين الأذينين أو البطينين. وأكثر هذه التشوهات شيوعا هو الثقب البيضاوي المفتوح ، ويحدث في حوالي 25 ٪ من السكان البالغين، ولكن هنا يعمل هذا العيب كصمام والذي يكون طبيعيا مغلقا، وذلك لأن ضغط أعلى قليلا في الجانب الأيسر من القلب. في ظروف معينة، على سبيل المثال إذا كان المريض يسعل أثناء مرور الصمة فانه من المحتمل ان يحدث ممرالى نظام الشرايين.

### الاتجاه
يمكن لاتجاه الصمة ان يكون واحدا من نوعين :
- تقدمي
- ارتجاعي

في الانسداد التقدمي، حركة الصمات تكون في اتجاه تدفق الدم. في الانسداد الارتجاعي، مع ان، الصمات تتحرك في عكس اتجاه تدفق الدم، فانها عادة ما تكون واضحة فقط في الأوعية الدموية ذات الضغط المنخفض (الاوردة) أو مع الصمات ذات الوزن المرتفع.

## وصلات خارجية
- ارتجاع الصمام التاجي بسبب انسداد الدهون إصابة الدماغ بسبب انسداد الدهون